# Fugitive Alien
Fugitive Alien is een Japans-Amerikaanse sciencefictionfilm uit 1986. De film werd geregisseerd door Minoru Kanaya en Kiyosumi Kuzakawa.

## Verhaal
Een buitenaards wezen genaamd Ken wordt door zijn volk gezien als een verrader daar hij weigert mee te werken aan de vernietiging van de mensheid. Om aan de doodstraf te ontkomen vlucht hij naar de aarde.

## Rolverdeling
| Acteur          | Personage   |
| --------------- | ----------- |
| Tatsuya Azuma   | Ken         |
| Miyuki Tanigawa | Tammy       |
| Jo Shishido     | Captain Joe |
| Choei Takahashi | Rocky       |
| Tsutomu Yukawa  | Dan         |

## Achtergrond
De film is samengesteld uit een aantal afleveringen van de Japanse televisieserie Sutâurufu uit 1978. De originele serie is in het Japans, maar de film is in het Engels nagesynchroniseerd.
Later in 1986 kreeg de film een vervolg getiteld Star Force: Fugitive Alien 2. Deze film was eveneens samengesteld uit een paar afleveringen van bovengenoemde serie.
Beide films werden belachelijk gemaakt in Mystery Science Theater 3000.